# Museu de Artes Decorativas de Berlim
O Museu de Artes Decorativas de Berlim (em alemão:  Kunstgewerbemuseum Berlin) é um museu que integra os Museus Estatais de Berlim, no Kulturforum. Inicialmente a coleção foi integrada no Martin-Gropius-Bau, quando em 1919 foi transferida para o Stadtschloss. Em 1940 o museu foi integrado no Schloss Charlottenburg. O atual edifício que alberga o museu foi construído entre 1978 e 1985, com projeto de Rolf Gutbrod. Atualmente uma parte da coleção do museu está exposta no Schloss Köpenick.

## Coleção
A coleção compreende muitos objetos desde a arte medieval até à arte contemporânea. Uma parte importante da coleção está relacionada com joalharia e trabalho de metais. O museu conserva coleções de prata do tesouro da cidade de Lüneburg, e exemplos de maiólica italiana, cerâmica alemã e porcelana europeia.